# Il confronto
	Il confronto è un singolo del cantante italiano Marco Masini, pubblicato il 5 febbraio 2020.
Con questo brano il cantante si è presentato al Festival di Sanremo 2020, arrivando 15º.

## Video musicale
Il videoclip è stato pubblicato il 5 febbraio 2020 sul canale Vevo-YouTube del cantante.

## Classifiche
| Classifica (2020) | Posizione massima |
| ----------------- | ----------------- |
| Italia            | 26                |